# Partido judicial de Manzanares
El partido judicial de Manzanares  es uno de los 31 partidos judiciales en los que se divide la comunidad autónoma de Castilla-La Mancha, siendo el partido judicial n.º 4  de la provincia de Ciudad Real.
El ámbito territorial, que viene regulado por el Real Decreto 529/1983, de 9 de marzo, comprende los municipios de:
Llanos del Caudillo, Manzanares, Membrilla, San Carlos del Valle, La Solana y Villarta de San Juan.